# Gates River
Gates River är ett vattendrag i Kanada.   Det ligger i provinsen British Columbia, i den sydvästra delen av landet, 3 500 km väster om huvudstaden Ottawa. Gates River ligger vid sjön Anderson Lake.
Trakten runt Gates River består i huvudsak av gräsmarker. Trakten runt Gates River är nära nog obefolkad, med mindre än två invånare per kvadratkilometer.